# Maria Giovanna Clementi

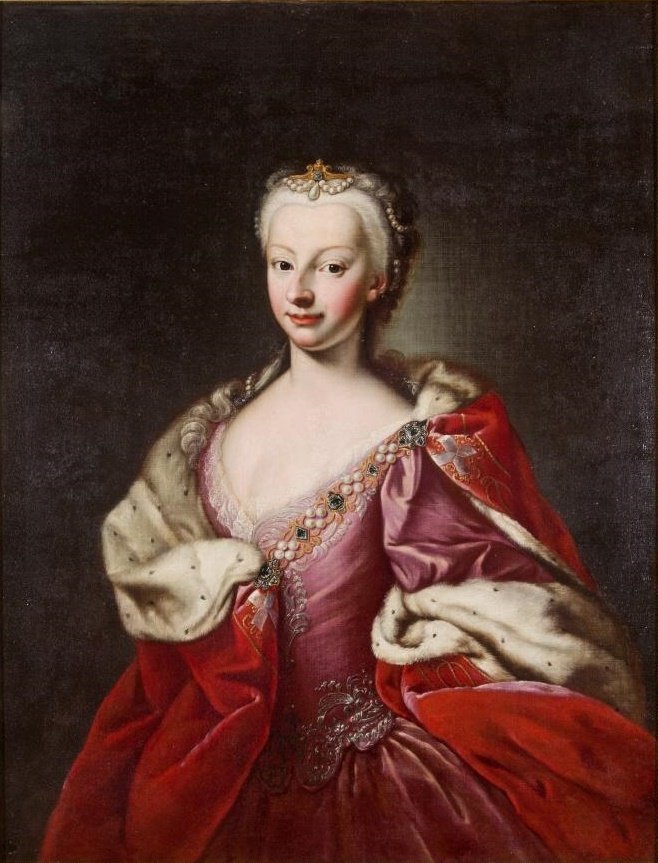
Doña Polixena Cristina de Hesse-Rotenburg, reina de Cerdeña, óleo sobre lienzo, 102 x 80 cm, Madrid, Museo Cerralbo.

Maria Giovanna Battista Clementi, llamada la Clementina (Turín c. 1692-Turín, 1761), fue una pintora barroca italiana especializada en el retrato.
Hija de un cirujano, llamado Giovanni Pietro Giuseppe Bussano, y de Maria Cristina Ausineti, debe el sobrenombre a su esposo, Giuseppe Bartolomeo Clementi, del que no se conoce el oficio. Se formó en Turín con Giovanni Battista Curlando, pintor de la corte, quien la orientó a especializarse en el retrato. En 1733 residía con su marido en el palacio del conde Carlo Giacinto Roero. El mismo año el cardenal Alessandro Albani recomendó al marqués d'Ormea al esposo de la artista, presentándolo como marido «di codesta... celebre dipintrice».
Por algunos documentos consta que al menos desde 1722 trabajó para la corte pintando retratos de los miembros de la familia real para ser intercambiados con otras cortes europeas. Así consta que en 1727 cobró por las copias «di sette ritratti della famiglia Reale di Spagna» y en 1738 por un retrato original de Polissena Cristina d'Assia, segunda esposa de Carlos Manuel III de Cerdeña, que presumiblemente sea el ahora conservado en el Museo Cerralbo de Madrid, donde se atribuye también a Clementi un retrato de un príncipe de Saboya no identificado. También, entre otros, se le atribuye el retrato de Carlos Manuel III conservado en la Galleria Sabauda de Turín y del que existen numerosas copias, retrato que estuvo atribuido en el pasado a Charles-André van Loo.